# Иван Рогозаров
Иван Панов Рогозаров е български офицер, полковник.

## Биография
Роден е на 13 ноември 1887 година. Завършва ВНВУ с 27-и випуск през 1907 г. – пионерен профил. Участник в Балканската, Междусъюзническата и Първата световна война. Рогозаров получава два ордена „За храброст“ – IV ст. 1 и 2 кл. Служи последователно в понтонна и техническа дружина, автомобилна дружина, началник на автомобилната школа. В края на Първата световна война по време на войнишките бунтове и обявяването на т.нар. Радомирска република майор Рогозаров оказва съпротива на дезертьорите на гара Кюстендил и при схватка е ранен. След войната, през 1919 г. се уволнява. През 1936 г. е привлечен като офицер в „Трудова повинност“ и е произведен подполковник. Подполк. Рогозаров работи като преподавател в създадената през 1938 г. Школа за подготовка на трудови офицери. След 1940 г. работи в щаба на Трудови войски и през 1944 г. достига до началник-щаб. Вероятно през 1943 е произведен полковник от Трудови войски. Главен редактор на списание „Трудово дело“ и автор на множество професионални статии на военно-трудова тематика. Рогозаров е специализирал в немски пионерни школи. Като немски възпитаник и прогермански настроен офицер, често му е възлагано да придружава немски военни делегации в България, откъдето има близки отношения с немските офицери пребиваващи в България. Иван Рогозаров е член на Съюза на българските национални легиони. По време на деветосептемврийския преврат той се намира в Германия на официално посещение. Участва в прогерманското Българско национално правителство в изгнание като министър на труда и трудовата повинност. Неколкократно влиза в конфликт с проф. Кантарджиев, който е министър на войната, в резултат на което военният ресор е поет от министър-председателя Цанков. Полковник Рогозаров е командир на създадения в края на 1944 година Български доброволчески корпус, наричан още Български национални освободителни войски. Полк. Иван Рогозаров от 1945 до 1948 г. е интерниран в американски лагер близо до Щутгарт. В България има две смъртни присъди – от т.нар. Народен съд (март 1945) и от Военен съд (9 юни 1947), но американските служби отказват да го екстрадират, не признавайки правното основание на присъдите. Полк. Рогозаров участва в организирането на бойните групи в Гърция, идващи да помагат на Горянската антикомунистическа съпротива, на подпомаганите от САЩ техни военни бази в Гърция и на радио „Горянин“. След войната живее във Франкфурт, където умира през 1956 г.

## Военни звания
- Подпоручик (15 август 1907)
- Поручик (4 септември 1910)
- Капитан (1 ноември 1915)
- Майор (24 ноември 1917)
- Подполковник (1936)
- Полковник (1943)